# 鎚金
鎚金（ついきん）とは、鎚起（ついき）とも呼ばれ、槌で薄い金属板を裏から打ち出して、肉彫を施すという鍛造技術の1つ。鍛金・打出技法に含まれる。
鋳造製の原型あるいはその代わりとなる当金や松脂の上に鉄や銅の板を重ねて角鏨や鎚で肉彫する。金属の伸展性を利用して薄造りで堅牢さを必要とされる金属器物の制作に用いられる。
その技法は古墳時代には既に見られ、奈良時代には「鎚鍱像」と呼ばれる鎚金による押出仏の存在が知られている。時代が下ると甲冑の面頬や銅花瓶、やかんとなど様々な製品に応用されていった。
新潟県では弥彦山から算出される銅を原料とした鎚起銅器が江戸時代から作られるようになり、現代でも玉川堂が生産している。